# Studia Regionalne i Lokalne
Studia Regionalne i Lokalne (SRiL) – kwartalnik naukowy wydawany w modelu otwartego dostępu przez Centrum Europejskich Studiów Regionalnych i Lokalnych (EUROREG; Uniwersytet Warszawski) oraz Sekcję Polską Stowarzyszenia Regional Studies Association. 
Zakres tematyczny kwartalnika obejmuje szeroko rozumiane przestrzenne uwarunkowania rozwoju kraju, układów regionalnych i lokalnych, rozwoju miast i metropolii. Kwartalnik wydawany jest od 2000 roku. Od numeru 2/2021 „Studia Regionalne i Lokalne” wydawane są w formule pełnego otwartego dostępu na licencji CC BY-NC-ND 4.0, bez opłat publikacyjnych. 

## Redakcja
- dr hab. Agnieszka Olechnicka, prof. UW – redaktor naczelny
- dr hab. Mikołaj Herbst, prof. UW – zastępca redaktora naczelnego
- prof. dr hab. Iwona Sagan – członek redakcji
- prof. dr hab. Paweł Churski – członek redakcji
- prof. dr hab. Tomasz Komornicki – członek redakcji
- dr Dorota Celińska-Janowicz – sekretarz redakcji

## Rada Redakcyjna
- prof. John Bachtler (University of Strathclyde, Strathclyde, Wielka Brytania)
- prof. Roberta Capello (Politecnico di Milano, Mediolan, Włochy)
- prof. dr hab. Bolesław Domański (Uniwersytet Jagielloński, Kraków, Polska)
- prof. dr hab. Grzegorz Gorzelak (Uniwersytet Warszawski, Warszawa, Polska) – przewodniczący
- dr Olga Mrinska (Europejski Bank Odbudowy i Rozwoju, Londyn, Wielka Brytania)
- prof. Andres Rodriguez-Pose (London School of Economics, Londyn, Wielka Brytania)
- prof. James W. Scott (University of Eastern Finland, Kuopio, Finlandia)
- dr hab. Katarzyna Zawalińska (Instytut Rozwoju Wsi i Rolnictwa Polskiej Akademii Nauk, Warszawa, Polska)
- dr Sabine Zillmer (Spatial Foresight, Luksemburg)